# Волгін Володимир Борисович
Володимир Борисович Волгін (нар. 17 квітня 1947) — радянський український футболіст, півзахисник.

## Життєпис
Вихованець групи підготовки олександрійського «Шахтаря». У 1965 році переведений до першої команди «гірників», того сезону зіграв в 15-и поєдинках Класу «Б». Наступного сезону виходив на футбольне поле рідше (9 матчів у радянській першості, 1 — у кубку СРСР). Після цього відіграв ще 4 роки у Класі «Б». Після розформування класу «Б» команда виступала в чемпіонатах УРСР серед команд КФК, Віктор виступав за «Шахтар» до 1978 року, після чого завершив футбольну кар'єру.

## Досягнення
«Шахтар» (Олександрія)
- Кубок УРСР серед КФК
  -  Володар (1): 1974